# Loxodocus pallidus
Loxodocus pallidus là một loài tò vò trong họ Ichneumonidae.